# 劉一燝
劉一燝（1567年—1635年），字季晦，號貞白，江西南昌府南昌县人。晚明政治人物，屬東林黨，歷神宗、光宗、熹宗、崇祯四朝，熹宗朝初期爲內閣首輔，與葉向高、左光斗同為輔政大臣主持朝政。

## 生平
劉一燝出身官宦之家，其父劉曰材為嘉靖三十二年（1553年）進士，官至陝西左布政使。萬曆十六年（1588年），一燝與兄一焜、一煜同赴鄉試中舉。萬曆二十三年（1595年），又與一煜同中乙未科進士。改庶吉士，二十五年养病，病愈，三十一年九月授檢討，三十四年十二月升右赞善兼检讨，三十七年十二月升司经局洗马，管理诰敕，四十一年十一月升左春坊左谕德兼翰林院侍讲，四十二年八月升右春坊右庶子兼翰林院侍读，四十三年六月升國子監祭酒，十二月升詹事府少詹事兼翰林院侍读学士、纂修玉牒事，四十四年四月升詹事，掌管翰林院印信，八月皇太子出阁，任侍班官，四十八年二月升礼部右侍郎，同教学庶吉士。
光宗即位，擢禮部尚書兼東閣大學士，與方從哲、韓爌同為顧命大臣。光宗駕崩後，李選侍、李進忠（後改名魏忠賢）等挾持皇太子於乾清宮，企圖藏匿皇長子以自重，一燝與英國公張惟賢、周嘉謨、楊漣等當機立斷，帶領群臣入乾清宮哄騙出皇長子，力主皇長子移駕慈慶宮（乾清不可居，殿下宜暫居慈慶），並逼迫李選侍遷住噦鸞宮，是為移宮案，朱由校於是得以登極繼承皇位。
熹宗登基後，方從哲被彈劾，一燝接任首輔，主理朝政。劉一燝為政賢明，能匡君之失，“發內帑，抑近侍，搜遺逸，舊德宿齒佈滿九列，中外欣欣望治焉”。但當時熹宗年幼，魏忠賢等花言巧語進行蒙蔽，排擠賢臣，竊取大權，一燝憎恨其所作所為，與之進行激烈鬥爭。天啟二年（1622年），魏忠賢利用侯震暘、陳九疇等疏劾一燝“結納王安”，一燝連上四道奏章辯白，並且請求解職。葉向高說他“有翼衛功，不可去”，熹宗復加慰留，而劉一燝“堅臥不起”。天啟二年正月，又上十二道奏章求去，熹宗無奈，於是同意一燝辭官回鄉。
崇禎初年，魏忠賢閹黨敗，復原官。後累加少傅、太子太傅、吏部尚書、中極殿大學士。八年卒，贈少師。南明弘光時，追諡文端。

## 著作
有《文端公集》《歸田疏草》等。

## 家族
曾祖劉廷章。祖父劉仕沃，封禮部儀制司主事。父劉曰材，癸丑进士、陕西左布政使、进阶通奉大夫，祀乡贤。母楊氏，封安人、进封太夫人。慈侍下。兄劉一鵬（壬午舉人）、劉一禎（乙酉舉人）、劉一燫（廪生）、劉一燦（辛卯舉人）、劉一爌（同科進士）、劉一焜（壬辰進士、吏部验封司主事）、劉一煜（同科進士）、刘一烶（庠生）。弟一爊、一焲、一火曇、一熿、一煇、一焙。
娶徐氏，子斯埼、斯㙔、斯埈。

## 延伸阅读
[在维基数据编辑]
 《明史卷二百四十》，出自《明史》